# جورج كورتيس سميث
جورج كورتيس سميث (بالإنجليزية: George Curtis Smith)‏ هو محامي وقاضي أمريكي، ولد في 1935 في سينسيناتي في الولايات المتحدة.